# Shamala shamalae
Shamala shamalae är en insektsart som beskrevs av Irena Dworakowska 1994. Shamala shamalae ingår i släktet Shamala och familjen dvärgstritar. Inga underarter finns listade i Catalogue of Life.